# Laci Mosley

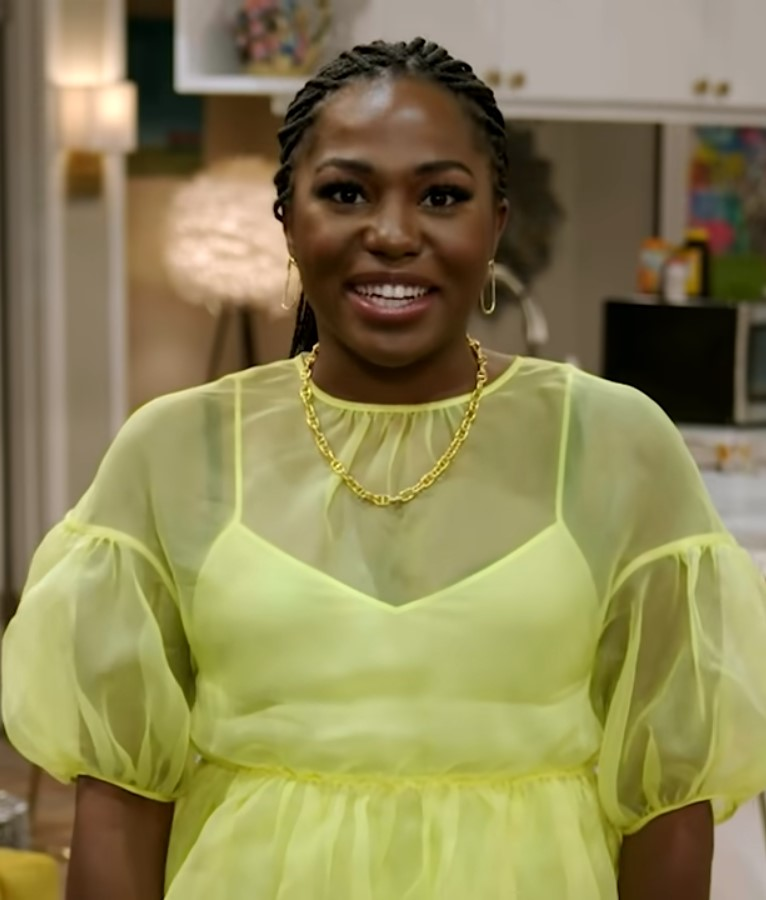
Mosley 2021

Laci Mosley (* 4. Juli 1991 in Terrell) ist eine US-amerikanische Schauspielerin, Synchronsprecherin und Model.

## Leben
Laci Mosley wurde am 4. Juli 1991 in Terrell im Kaufman County in Texas geboren und wuchs in Dallas auf. Außerdem identifiziert sie sich als bisexuell.
Laci Mosley besuchte die Liberty High School in Frisco, Texas und engagierte sich in mehreren Campusgruppen. Sie ist Absolventin der University of Pittsburgh. Nach ihrem Abschluss lebte sie zwei Jahre in New York und zog dann nach Los Angeles, um sich der Schauspielerei zu widmen.

## Filmografie
(Quelle: )

### Serien
| Jahr      | Titel                    | Rolle              |
| --------- | ------------------------ | ------------------ |
| 2019      | Florida Girls            | Jayla              |
| 2019–2020 | Single Parents           | Sharon             |
| 2020      | Better Call Saul         | Honeydew           |
| 2021      | A Black Lady Sketch Show | Verschiende        |
| 2021–2023 | iCarly (2021)            | Harper Bettancourt |
| 2022      | Kenan                    | Rachelle           |
| 2022–2023 | Lopez vs Lopez           | Brookie            |

### Filme
| Jahr | Titel            | Rolle   |
| ---- | ---------------- | ------- |
| 2019 | The Wedding Year | Violet  |
| 2023 | The Out-Laws     | Marisol |

## Auszeichnungen und Nominierungen
(Quelle: )

- 2021 – Webby Awards, Crime & Justice Podcast
- 2022 – iHeart Radio Podcast Awards, Best Crime Podcast
- 2022 – Webby Awards, Crime & Justice Podcast